# Banco Sabadell
Banco Sabadell (Catalaans: Banc Sabadell) is Spaanse bank uit Catalonië, waarvan het hoofdkantoor is gevestigd in Alicante. In 2024 telde het zo'n 12 miljoen klanten, 1350 vestigingen en bijna 19.000 medewerkers. Het balanstotaal lag rond de 240 miljard euro per 31 december 2024.
Banco Sabadell is opgenomen in de IBEX-35 aandelenindex.
De bank werd in 1881 opgericht en is uitgegroeid tot de vierde bank in Spanje. Dit gebeurde voornamelijk op eigen kracht, maar in 1996 werd de eerste overname gedaan. In dat jaar werd NatWest España ingelijfd. Naast Spanje is het actief in 14 andere landen en dan met name in het Verenigd Koninkrijk en Mexico. In 2015 nam het TSB Banking Group over en in Mexico is het langer actief, in 1991 opende de bank hier het eerste kantoor.
In 2020 deed de Spaanse bank BBVA een poging om de bank over te nemen, maar men kon het niet eens worden over de overnameprijs.
In mei 2024 deed BBVA een nieuw voorstel om Sabadell over te nemen. BBVA deed een bod op alle aandelen in ruil voor aandelen BBVA, gaan de aandeelhouders Sabadell in op het bod dan krijgen ze een belang van 16% in de nieuwe combinatie. Het bod waardeert de vierde bank van Spanje op circa 12 miljard euro. De combinatie BBVA/Sabadell wordt een van de grootste financiële instellingen van Europa met een balanstotaal van ruim 1000 miljard euro en ruim 100 miljoen klanten wereldwijd. Het bestuur van Sabadell heeft het bod afgewezen. BBVA heeft vervolgens op 9 mei het bod direct aan de aandeelhouders voorgelegd, gaat daar de meerderheid, ten minste 50,01%, op in dan zal BBVA het bod gestand doen.
In juli 2025 sloot Sabadell een overeenkomst met Banco Santander om TSB Banking Group te verkopen voor £ 2,65 miljard. Met deze verkoop gaan vijf miljoen TSB klanten en 5000 medewerkers naar Santander. Aandeelhouders en toezichthouders moeten nog instemmen waardoor de transactie in het eerste kwartaal van 2026 zal worden afgerond. Het geld van de verkoop zal worden uitgekeerd aan de aandeelhouders.

## Trivia
Deze bank is sponsor van het ATP-toernooi van Barcelona.